# Festival Solid Rock (Chile)
Solid Rock es un festival de música centralizado en la música rock y metal realizado en Santiago de Chile el año 2017, organizado por la productora T4F + Bizarro también se ha realizado el festival en Brasil y Argentina. El 8 de diciembre de dicho año, se realizó la primera versión del festival en el Movistar Arena. Bandas como Deep Purple, Cheap Trick y Tesla, se presentaron ante aproximadamente 12.000 personas, originalmente la banda Lynyrd Skynyrd estaba programada pero debido a problemas ajenos a la producción cancelaron su parcitipación siendo reemplazados por Cheap Trick. Al año siguiente se anunció una segunda versión, denominada originalmente El Domo II, pero el 29 de junio, a través de las redes sociales, se informó de la fusión del festival Santiago Gets Louder de la productora Lotus con Solid Rock llamado SGL Meets Solid Rock: El Domo II. Hasta ahora todas las versiones se han realizado en el mismo recinto, el Movistar Arena.

## Ediciones
| Solid Rock             | Solid Rock     | Solid Rock |
| Fecha                  | Lugar          | Asistencia |
| ---------------------- | -------------- | ---------- |
| 8 de diciembre de 2017 | Movistar Arena | 12.000     |
| 2 de noviembre de 2018 | Movistar Arena | 15.000     |

## Line Up

### Solid Rock 2017
| 8 de diciembre de 2017 |
| ---------------------- |
| Deep Purple            |
| Cheap Trick            |
| Tesla                  |

### SGL Meets Solid Rock "El Domo II"
| 2 de Noviembre    | 2 de Noviembre |
| El Domo Stage     | Monster Stage  |
| ----------------- | -------------- |
| Judas Priest      | Criminal       |
| Alice in Chains   | Temple Agents  |
| Black Star Riders | Recrucide      |